# Der Morgen (Gemälde)
Der Morgen ist ein Ölgemälde von Philipp Otto Runge, von dem zwei Versionen existieren. Es gehört zu den bekanntesten Werken der romantischen Malerei.

## Entstehung
Runge plante vermutlich bereits um 1803 einen allegorischen Zyklus der Tageszeiten. Bis 1807 entstanden mehrere Skizzen für den geplanten Zyklus. Die erste in Öl umgesetzte Version des Morgens, die oft als Der kleine Morgen bezeichnet wird, vollendete er 1808. Die zweite, unvollendete Fassung, Der große Morgen genannt, entstand 1809, ist jedoch nur noch fragmentarisch erhalten. Durch Runges frühen Tod konnte er den geplanten Zyklus nicht mehr umsetzen. Beide Versionen befinden sich in der Hamburger Kunsthalle.

## Beschreibung und Deutung
Das Bild stellt eine verklärte Landschaft dar, über der sich ein von mannigfaltigen Farben durchwirkter Himmel in der Morgendämmerung wölbt. Das Zentrum des Bildes nimmt eine weibliche Aktfigur ein, die in den Himmel emporzusteigen scheint. Sie kann als Aurora, Venus oder Maria interpretiert werden. Aus ihrer Hand erblüht eine Blume, die sich in den Dämmerungshimmel streckt. Es handelt sich vermutlich um eine Lilie, die als Symbol der Reinheit und der Verklärung betrachtet werden kann. Himmel und Erde sind mit Putten und Kindergestalten angereichert, die wohl die Reinheit und Unschuld des frühen Tages symbolisieren. Das mittig auf der Erde liegende Kind soll wohl Christus, die Inkarnation Gottes und das Licht der Welt, darstellen. Um das Hauptgemälde zieht sich ein Rahmen, in welchem weitere Kindergestalten und Pflanzen zu sehen sind. Unten zeigt der Rahmen eine Sonnenfinsternis, oben einen Engelchor im Lichterglanz.
Runges Zitat „Der Morgen ist die grenzenlose Erleuchtung des Universums“ ist wohl der wichtigste Deutungshinweis. Der stark vom Mystiker Jakob Böhme und vom frühromantischen Dichter Novalis beeinflusste Runge versuchte im Morgen eine romantisch-mystische Vision des Universums darzustellen. Die verklärte Landschaft und die allegorischen Figuren werden zu Trägern einer romantischen Weltvision, die im Verwischen der Grenzen von Nacht und Tag besonders deutlich wird. Der Einfluss von Novalis zeigt sich etwa bei der Themenwahl Runges: Der Morgen mit seinem „allerfreulichen Licht“ hatte Novalis bereits in seinen Hymnen an die Nacht thematisiert. Auch die Symbolik zeigt Ähnlichkeiten zu Novalis, da etwa die in den Himmel emporwachsende Lilie an die Blaue Blume erinnert.
Aus künstlerischer Sicht fällt die für die Romantik untypische streng symmetrische Bildgliederung auf. Die Putti und Kindergestalten erinnern noch entfernt an den Barock. Die surrealistischen Pflanzendarstellungen dürften von Hieronymus Bosch inspiriert sein.